# Palau Bellavite

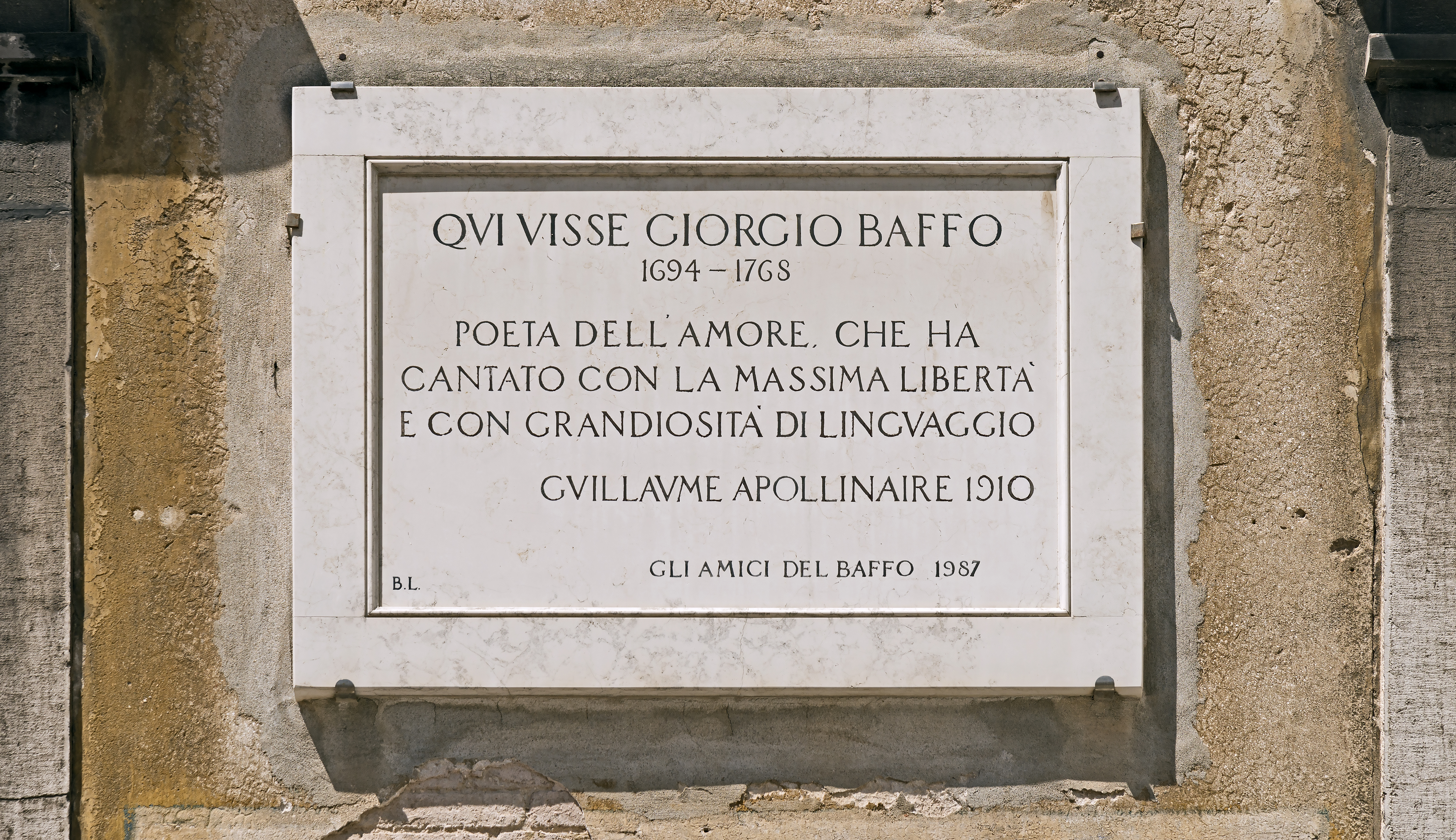
Detall de la façana de l'edifici, amb la placa que commemora la presència de Giorgio Baffo

El Palau Bellavite és un palau venecià del segle XVI, situat al Campo San Maurizio, al barri de San Marco. També es coneix com a Palazzo Bellavite Baffo, perquè hi va viure l'últim membre de la família Baffo.

## Arquitectura
Construït per Dionisio Bellavite a principis del segle XVI en el lloc de l'antic campanar de l'església de Sant Maurici, el palau, de quatre nivells, es caracteritza per la presència de dues finestres serlianes superposades a la façana.Els interiors són del segle XVIII. Se sap que el palau va ser pintat al fresc durant el segle XVI per Paolo Veronese, però no en queda res d'aquesta obra.Els frescos ara visibles són del segle XVIII, atribuïts a Pietro Antonio Novelli. Antigament va ser una residència prestigiosa, l'edifici acull ara un centre d'estudis i oficines.